# Reinhard Bonnke
Reinhard Bonnke, född 19 april 1940 i Königsberg (nuvarande Kaliningrad), död 7 december 2019 i Orlando, Florida, var en tysk kristen evangelist och predikant. Han är främst känd för sina stora tältmöten i Afrika.
Han påbörjade sitt evangelisationsarbete under 1970-talet och hade möten i stora tält. Senare, när publiken blev för stor fick han flytta ut på stora fält. I Nigeria ska miljontals ha besökt hans möten.

### Om Bonnke
- 1987 – Steele, Ron. Befolka himlen: den fortsatta berättelsen om Reinhard Bonnkes mirakeltjänst. Översättning: Britt Nilsson. Uppsala: Livets ord. Libris 7669690. ISBN 91-7866-062-9
- 1987 – Steele, Ron. Plundra helvetet: [berättelsen om Reinhard Bonnke]. Översättning: Ingrid Pejrud. Handen: Salt & ljus. Libris 7754667. ISBN 91-86076-50-7
- 1990 – Neil, Jean; MoL BokHuset. Jag upplevde ett mirakel!: en personlig redogörelse för ett sjufaldigt gudomligt helandemirakel i Birmingham, England 1988. Haninge: Salt & ljus. Libris 7754686. ISBN 9186076779